# Panevlje
Panevlje (Servisch cyrillisch Паневље) is een plaats in de Servische gemeente Vranje. De plaats telt 209 inwoners (2002).